# Епаф
Епаф (грч. Έπαφος, лат. Epaphus) је у грчкој митологији први египатски краљ, син Зевса и Ије.

## Митологија

### Епаф, Зевсов син
Епаф се родио крај реке Нил у Египту, где је његова мајка Ија, бежећи од разјарене Зевсове жене Хере, нашла уточиште. По налогу Хере украден је од Курета, због чега је Зевс муњама убио Курете. Епаф је нашла његова мајка код краљице Библоса и враћен за Египат, где је касније постао краљ. 
Оженио је Мемфиду, кћерку бога реке Нил и по њој је назвао град Мемфис. Са њом је имао две ћерке: Либију, прамајку владара Арголиде и Лисијанасу.

### Епаф краљ у Сикиону
Други Епаф је био краљ у Сикиону и његова жена је била Антиопа, са којом је Зевс имао синове Амфиона и Зета, будуће краљеве Тебе, „града од седам врата“.